# Curtina
Curtina est une ville de l'Uruguay située dans le département de Tacuarembó. Sa population est de 1 029 habitants.

## Population
| Année | Population |
| ----- | ---------- |
| 1963  | 806        |
| 1975  | 732        |
| 1985  | 651        |
| 1996  | 843        |
| 2004  | 1 029      |

Référence,: